# Mesonemoura skardui
Mesonemoura skardui är en bäcksländeart som först beskrevs av Aubert 1959.  Mesonemoura skardui ingår i släktet Mesonemoura och familjen kryssbäcksländor. Inga underarter finns listade i Catalogue of Life.